# 401-й истребительный авиационный полк ПВО
401-й истребительный авиационный полк ПВО (401-й иап ПВО) — воинская часть истребительной авиации ПВО, принимавшая участие в боевых действиях Великой Отечественной и Советско-японской войн, после распада СССР вошедшая в состав ВВС России.

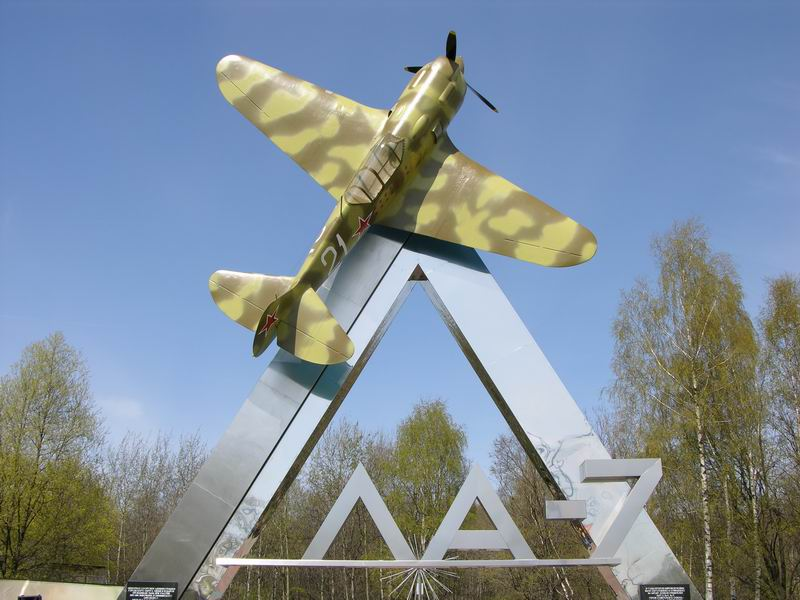
Ла-7 полк получил летом 1945 года для войны с Японией.

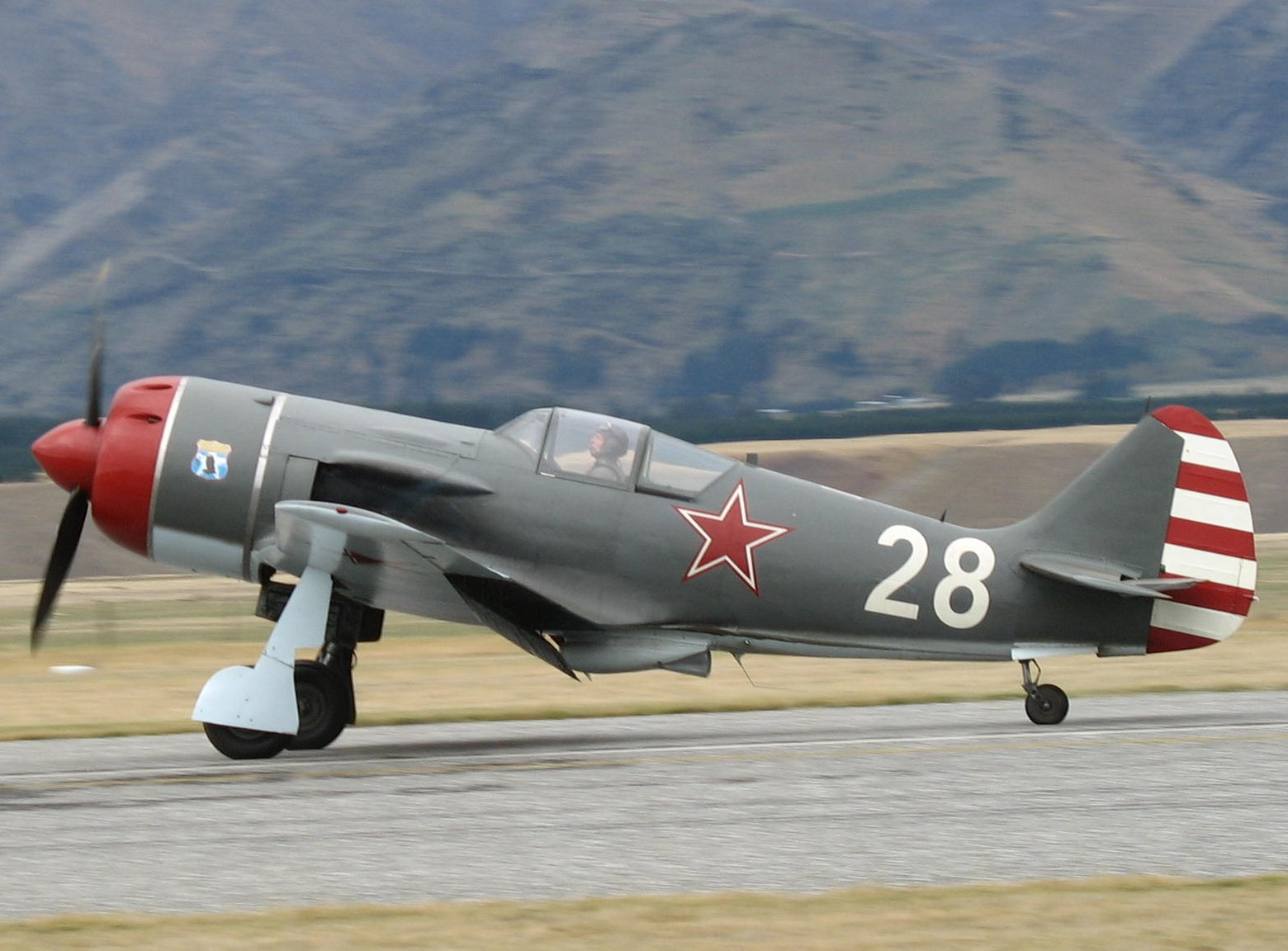
Ла-9 полк получил в 1949 году

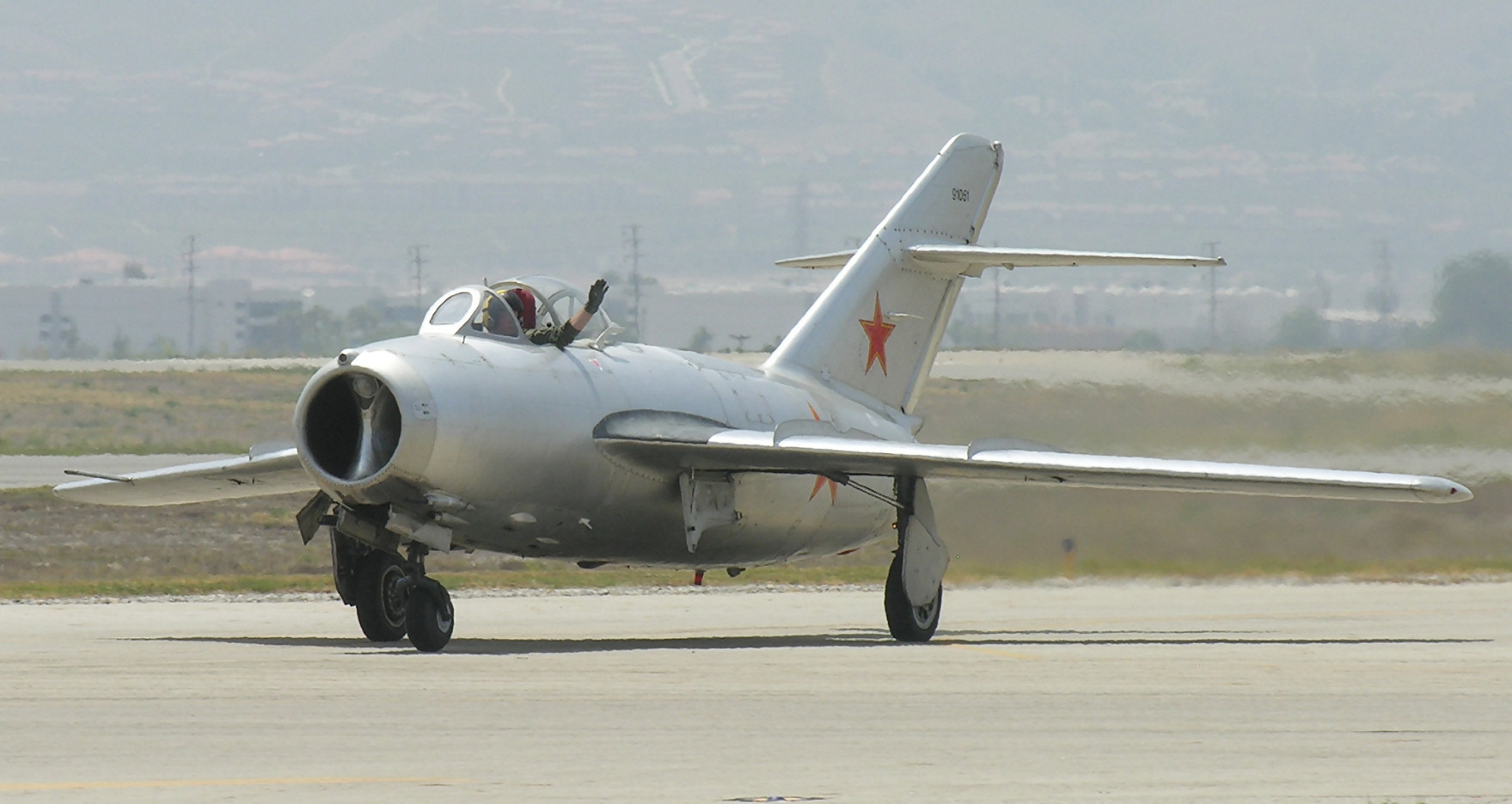
МиГ-15 полк получил в ноябре 1951 года.

## Наименования полка
- 401-й истребительный авиационный полк ПВО[1][2];
- Войсковая часть (полевая почта) 54819[1][2].

## История и боевой путь полка
401-й истребительный авиационный полк сформирован в период с 25 апреля по 12 мая 1944 года в составе 2-го гвардейского истребительного авиакорпуса ПВО Ленинградской армии ПВО за счёт частей корпуса на основании постановления ГКО СССР № 5507 от 29.03.1944 года на самолётах Ла-5 по штату 015/325.
Полк в составе 2-го гвардейского иак ПВО Ленинградской армии ПВО 10 июня 1944 года вступил в боевые действия против фашистской Германии и её союзников на самолётах Ла-5. Согласно оперсводкам штаба 2-го гв. иак ПВО первые 16 боевых самолёто-вылетов совершены полком 9 июня. 19 июня полком одержана первая известная воздушная победа полка в Отечественной войне: капитан Аветисян А. С. в воздушном бою в районе юго-западнее Выборга сбил немецкий истребитель Fw-190 (ФВ-190). 15 октября 1944 года полк исключён из действующей армии. 26 апреля 1945 года на основании приказа Командующего ИА Центрального фронта ПВО № 001 от 20.03.1945 года полк сдал матчасть в другие полки корпуса, выведен из состава 2-го гвардейского ИАК ПВО.
Всего за годы Великой Отечественной войны полком:
- Совершено боевых вылетов — 434
- Сбито самолётов противника — 18 (все истребители)
- Свои потери (боевые):
  - лётчиков — 2
  - самолётов — 3

В составе действующей армии полк был с 10 июня 1944 года по 15 октября 1944 года.
В июне 1945 года полк был переброшен для войны с Японией на Дальний Восток. 16 июня 1945 года железнодорожным транспортом личный состав полка начал передислокацию в Забайкальскую армию ПВО. В период с 9 августа по 3 сентября 1945 года полк в составе 297-й истребительной авиационной дивизии ПВО Забайкальской армии ПВО принимал участие в Советско-японской войне на самолётах Ла-7.
Полк в составе дивизии выполнял задачи по прикрытию от ударов с воздуха объектов и коммуникаций тыла, районов сосредоточения и группировки войск Забайкальского фронта в границах Иркутской и Читинской областей, на территории Бурятии и Монголии. Во время боевых действий полк осуществлял прикрытие войск Забайкальского фронта в период Хингано-Мукденской наступательной операции.
Всего за годы Советско-японской войны полком:
- Совершено боевых вылетов — 8
- Встреч с противником не имел.
- Своих боевых потерь нет.

Лётчикам полка в составе дивизии за овладение всей Маньчжурией, Южным Сахалином и островами Сюмусю и Парамушир из группы Курильских островов, главным городом Маньчжурии Чанчунь и городами Мукден, Цицикар, Жэхэ, Дайрэн, Порт-Артур объявлена благодарность.

## Командиры полка
- майор Жидов Георгий Никанорович, 25.04.1944 — 10.1945

## Послевоенная история полка
После войны полк выведен с территории Монголии и базировался на своём аэродроме Барнаул (ранее с 14 июля 1945 года) по 13 февраля 1947 года, после чего перебазировался на аэродром Домна. С 1 июня 1946 года полк вместе с дивизией вошёл в состав вновь сформированного 1-го истребительного авиационного корпуса ПВО Дальневосточного округа ПВО (с февраля 1949 года — 50-й истребительный авиационный корпус ПВО Дальневосточного округа ПВО). На аэродроме Домна полк базировался с 13 февраля 1947 года по 22 ноября 1950 года на самолётах Ла-7 и Ла-9. Самолёты Ла-9 полк получил в 1949 году. В период с ноября 1950 года по октябрь 1951 года полк в составе 297-й иад находился на территории КНР.
В Китае полк выполнял задачи противовоздушной обороны промышленных объектов Харбина, базируясь на аэродроме Харбин с ноября 1950 года по июль 1951 года, а затем на аэродроме Цицикар до ноября 1951 года. В этот период полк летал на самолётах Ла-9.
В ноябре 1951 года полк в составе 297-й иад передислоцировался из КНР в 88-й иак ПВО 64-й ВИА ПВО на аэродром Смоленск-Северный, где начал осваивать реактивные истребители МиГ-15. В мае 1960 года по расформировании 297-й иад вошёл в непосредственное подчинение Московского округа ПВО. В декабре 1960 года включён в состав 2-го корпуса ПВО Московского округа ПВО. В 1963—1964 годах перевооружён на сверхзвуковые самолёты МиГ-19. С осени 1975 года по весну 1976 года перевооружён на МиГ-23М, а в 1978 году перевооружён на самолёты МиГ-23П. В 1991 году полк расформирован в Московском округе ПВО на аэродроме Смоленск-Северный.

## Лётчики-асы полка
| Фамилия, имя отчество     | Награды | Сбито самолётов (+ в группе) | Примечание |
| ------------------------- | ------- | ---------------------------- | --- |
| Жидов Георгий Никонорович |         | 16 + 12                      | Лётчик полка: апрель — октябрь 1944 года. Боевых вылетов: 366; воздушных боев: 70. Советско-японская война (1945): боевую работу вёл на Ла-7 в составе 401-го иап. Сбитых самолётов противника нет. Умер 11 апреля 1972 г. |

|  |  |  |